# Cimahi (Caringin)
De kelurahan Cimahi is een bestuurlijke eenheid in het regentschap Garut in de provincie West-Java, Indonesië. Het telt 6841 inwoners (volkstelling 2010).